# St Fagans
St Fagans (velšsky Sain Ffagan) je oblast ležící západně od města Cardiff, hlavního města Walesu ve Spojeném království.
Na jihu od vesnice leží vesnice Michaelston-super-Ely a na východě se nachází cardiffské předměstí Fairwater. Vesnice St Fagans leží na řece Ely a dříve se zde nacházela železniční stanice trati South Wales Main Line.
Nachází se zde St Fagans National History Museum (dříve Museum of Welsh Life), historické sídlo v elizabetském stylu, fara a kostel se hřbitovem svaté Marie.
Podle Viléma z Malmesbury název této oblasti odkazuje na svatého Fagana, ale neexistuje pro to žádný další historický důkaz. V roce 1648 proběhla poblíž tohoto místa bitva o St Fagans.